# Zakład Miejskiej Komunikacji Samochodowej w Jaśle

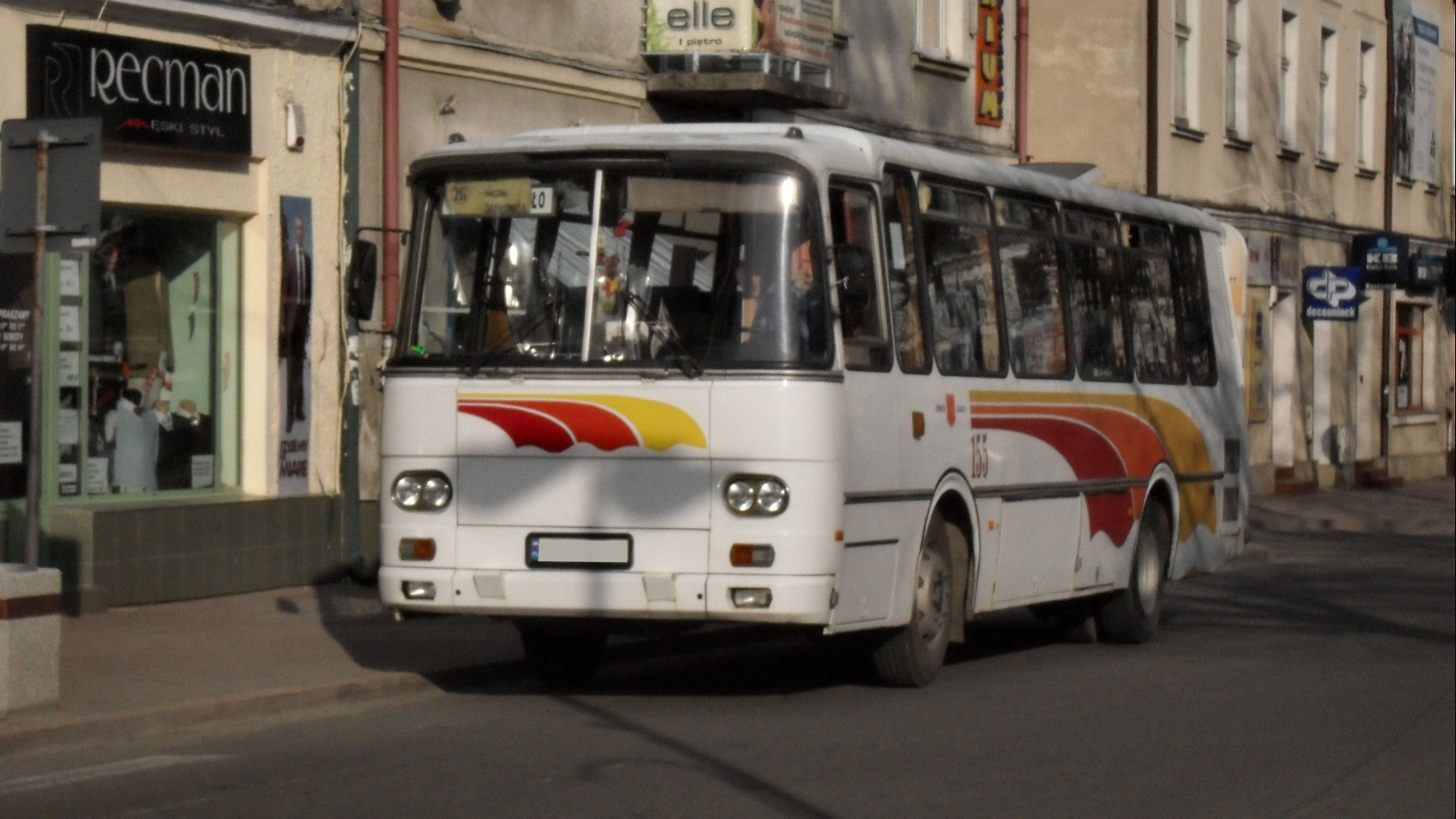
Autosan H9-21

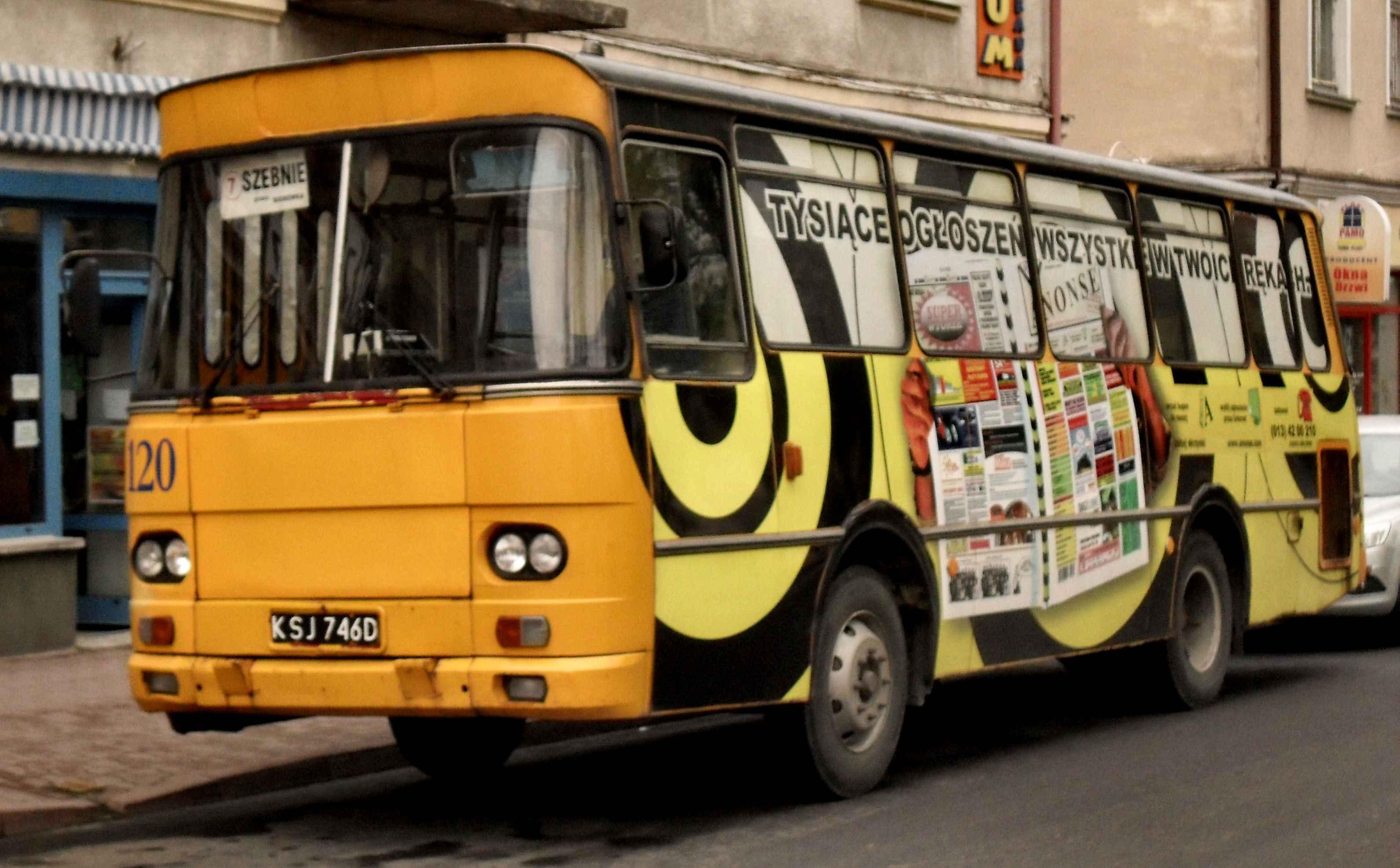
Autosan H9-35

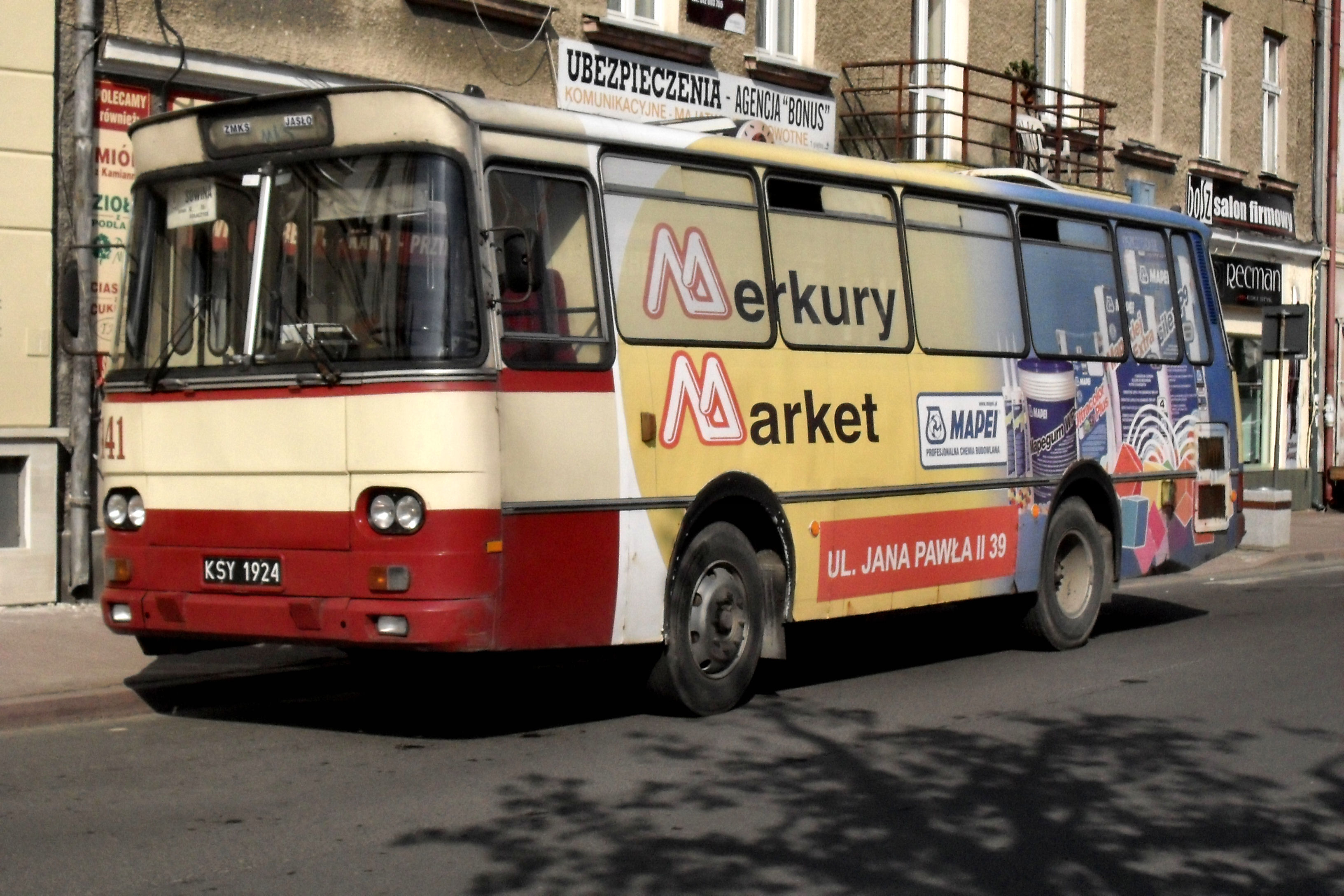
Autosan H9-35

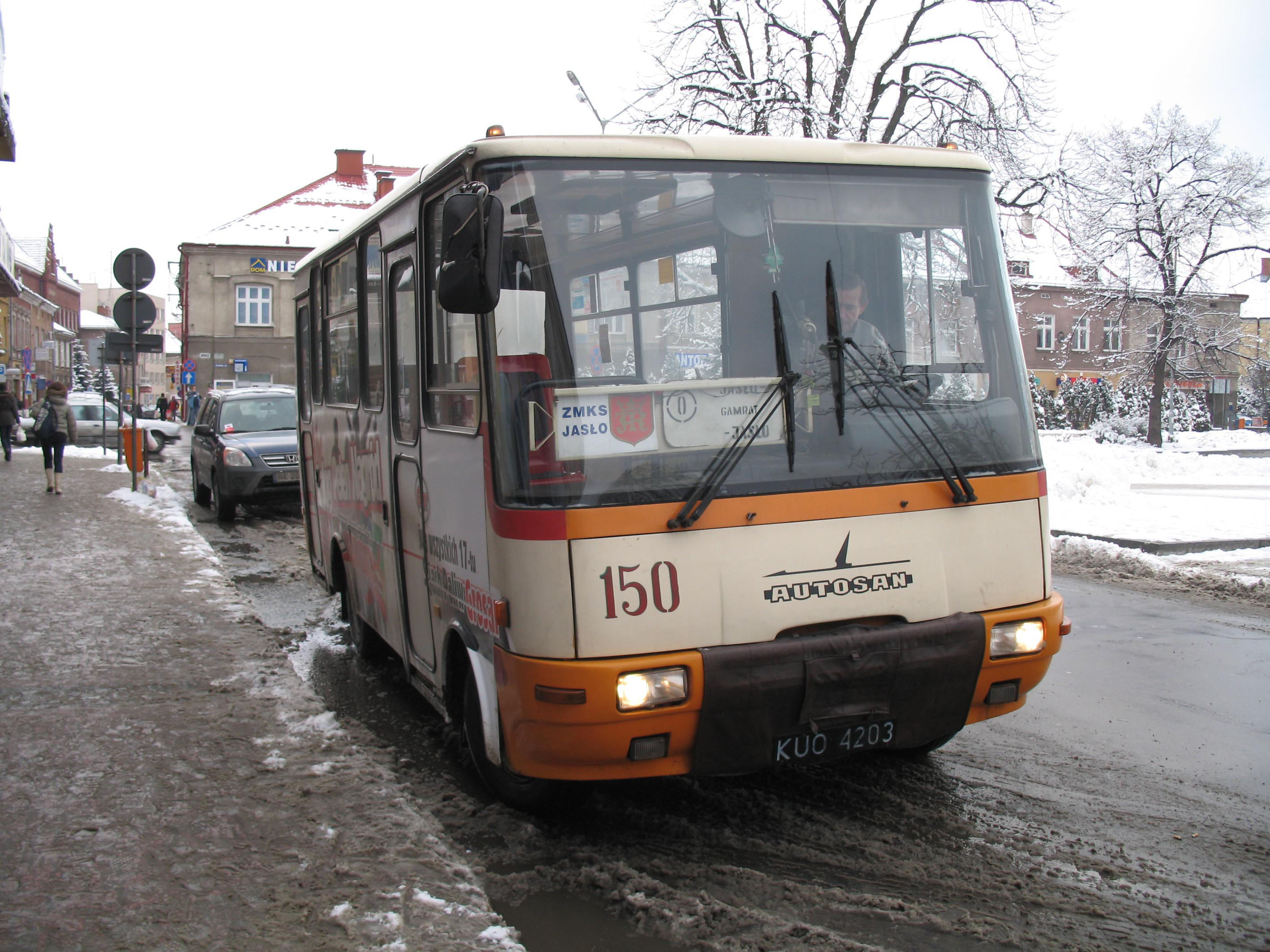
Autosan H6-20

ZMKS Jasło (Zakład Miejskiej Komunikacji Samochodowej w Jaśle) – polskie przedsiębiorstwo założone w roku 1960. Firma oferuje regularne przewozy pasażerskie na 14 liniach miejskich oraz 26 pozamiejskich. Dworzec znajduje się na ulicy Piotra Skargi 84. Zakład dysponuje 33 pojazdami.

## Historia
Zakład rozpoczął swoją działalność 1 listopada 1960, do dyspozycji otrzymano sześć autobusów San H01B. Długość obsługiwanych linii wynosiła 31 km (kursy do: Majscowej, Niegłowic, Trzcinicy, Gamratu, Kowalowych oraz Warzyc). Oprócz tego ZMKS Jasło dysponował także Starem 21 oraz Żukiem A03. Początkowo zatrudniano 29 pracowników, w tym 12 kierowców.
W kolejnym roku przyjęto dodatkowych 9 pracowników oraz dwa autobusy, uruchomiono nowe linie (Sobniów, Dębowiec, Kołaczyce oraz Szebnie), co poskutkowało wydłużeniem długości obsługiwanych kursów do 54 km.
W roku 1962 uruchomiono nowy kurs do Wolicy. Na dworcu trwały prace nad budową warsztatu i garaży. Przyjęto kolejnych dwóch pracowników. Uruchomiono punkt taksówek, zakupiono w tym celu cztery samochody osobowe FSO Warszawa.
W kolejnym roku do użytku oddano nową bazę. Zakład otrzymał także kilka nowych autobusów, uruchomiono linię do Osobnicy, przyjęto także nowych pracowników.
W roku 1964 uruchomiono linię do Łask (wydłużenie całkowitej długości linii do 65 km). Stan autobusów zwiększa się do trzynastu sztuk. Z powodu przynoszenia strat sprzedano ostatnią taksówkę. W roku 1966 zakład zatrudniał już 20 kierowców, uruchomiono wtedy linię do Brzysk.
W roku 1967 przyjęto do pracy dwóch kierowców, na terenie bazy przeprowadzony został generalny remont. Bazę wyposażono w dodatkowy sprzęt. Rok później uruchomiono linię do Załęża. W kolejnym roku oddano do użytku nową stację paliw.
Od 30 czerwca 1991 ZMKS nie wchodzi w skład MPGK Jasło. Od 1 lipca tego samego roku funkcjonuje jako jednostka organizacyjna Gminy Miasto Jasło. Obecnie długość wszystkich tras miejskich i pozamiejskich wynosi 996 km.

## Tabor

### Aktualny
| Typ autobusu                                | Eksploatacja od                             | przewóz osób na wózkach                     | Liczba |
| ------------------------------------------- | ------------------------------------------- | ------------------------------------------- | ------ |
| Autosan H9-35                               | 1985                                        |                                             | 4      |
| Autosan H6-20                               | 1997                                        |                                             | 3      |
| Autosan H9-21                               | 1999                                        |                                             | 3      |
| Iveco Daily                                 | 2003                                        |                                             | 1      |
| Autosan A8V.03                              | 2010                                        | przewóz osób na wózkach                     | 4      |
| Autosan H7-20                               | 2010                                        | przewóz osób na wózkach                     | 5      |
| Autosan M09LE                               | 2010                                        | przewóz osób na wózkach                     | 2      |
| Wszystkie pojazdy                           | Wszystkie pojazdy                           | Wszystkie pojazdy                           | 33     |
| Udział autobusów niskopodłogowych we flocie | Udział autobusów niskopodłogowych we flocie | Udział autobusów niskopodłogowych we flocie | 33,3%  |

### Historyczny
- San H01B
- San H25B
- Jelcz 080
- Jelcz L11
- Jelcz M11
- Jelcz PR110M
- Autosan H10-11